# Tylosurus crocodilus
Tylosurus crocodilus är en fiskart som först beskrevs av Péron och Charles Alexandre Lesueur 1821.  Tylosurus crocodilus ingår i släktet Tylosurus och familjen näbbgäddefiskar.

## Underarter
Arten delas in i följande underarter:
- T. c. crocodilus
- T. c. fodiator